# Z39.50
Z39.50은 TCP/IP 컴퓨터 네트워크를 경유하여 데이터베이스로부터 정보를 검색하고 조회하는 국제 표준 클라이언트-서버, 응용 계층 통신 프로토콜이다. ANSI/NISO 표준 Z39.50, ISO 표준 23950의 적용을 받는다. 이 표준의 유지보수 기관은 미국 의회도서관이다.
Z39.50은 도서관 환경에 널리 쓰이며 통합 도서관 시스템과 개인 서지 관리 소프트웨어에 연동된다. 도서관 상호 대출을 위한 도서관 상호 카탈로그 검색은 Z39.50 쿼리로 구현한다.
Z39.50 프로토콜에 대한 작업은 1970년대에 시작되었으며 여러 버전들이 1988년, 1992년, 1995년, 2003년에 만들어졌다. Contextual Query Language(이전 이름: Common Query Language)는 Z39.50 시맨틱에 기반을 둔다.

## 검색 문법
검색, 조회, 정렬, 탐색을 포함한 수많은 동작을 지원한다. 검색은 속성을 사용하여 표현되며 일반적으로 서버 컴퓨터의 정보 검색에 쓰이는 6가지 특성을 정의하는 bib-1 속성 집합부터 지원된다.: use, relation, position, structure, truncation, completeness. Z39.50 프로토콜의 문법은 매우 복잡한 쿼리를 허용한다.
그러나 현실적으로는 기능적 복잡성은 개발자들과 상업 벤더들의 일정하지 않은 구현체들에 의해 제한을 받는다. Z39.50의 문법은 기반 데이터베이스 구조에서 간소화된다. 이를테면 클라이언트가 저자 검색(Use 속성 1003)을 지정하면 검색을 인덱스에 어떻게 매핑하는지에 대해서는 서버가 온전히 결정한다. 이로써 대상 데이터베이스에 대해 아무것도 모르더라도 Z39.50 쿼리를 표현할 수 있다. 그러나 이 말은 동일한 쿼리의 결과가 여러 서버에 대해 다를 수 있다는 것을 의미하기도 한다. 하나의 서버는 저자 인덱스를 하나 가지고 있을 수 있고 다른 서버는 저자 여부에 관계 없이 인명의 인덱스를 사용할 수 있다. 또 다른 서버는 이름 인덱스가 없어서 키워드 인덱스 검색으로 전환될 수 있고 또다른 서버는 적절한 인덱스가 없어서 오류를 반환할 수 있다.
이러한 상황을 해결하려는 시도 중에 나온 것이 바스 프로파일(잉글랜드의 바스의 이름에서 비롯됨)이다.

## 같이 보기
- 광역 정보 서버 (WAIS)
- OpenURL
- 오픈서치